# Oscar Wagner

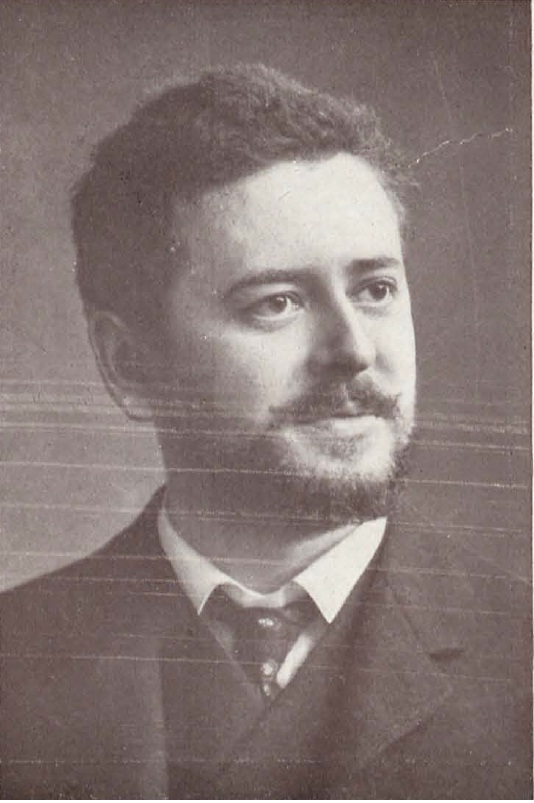
Oscar Wagner, 1906

Oscar Wagner (* 9. August 1851 in Crossen an der Oder; † 1916) war ein deutscher Dramatiker, Regisseur, Schauspieler, Schriftsteller und Zeichner.

## Leben
Er besuchte das Gymnasium zu Görlitz. Sein Vater, ein Obertelegraphist, wurde nach Berlin versetzt, wo Oscar Wagner durch Heinrich Brugsch zum Zeichner ägyptischer Altertümer ausgebildet wurde. Ihm wurde eine Stelle als Zeichner am ägyptischen Museum in Kairo angeboten, doch der Vater widersetzte sich den Reise- und Berufsplänen seines Sohnes, worauf dieser sein Glück als Schauspieler versuchte. Er kehrte aber zum Zeichnen und Schreiben zurück, lebte eine Zeit lang in Düsseldorf, bis er wieder nach Berlin zurückkehrte, bei Heinrich Brugsch wiederum Hieroglyphen zeichnete und dramatische und prosaische Werke veröffentlichte. Er war verheiratet mit einer Tochter von Heinrich Brugsch. Als Zeichner lieferte er u. a. Beiträge zu Büchern von Karl von Holtei und Julius Stinde.

## Dramatische Werke
- Die Trockenwohner. Parodistisch-realistischer Vorgang in einem Aufzug. Reclam, Leipzig 1893. (Universal-Bibliothek 3054)
- Der Dussel (Nulpus). Parodistisch-naturalistisch-realistischer Vorgang in der Dachkammer. Reclam, Leipzig 1893. (Universal-Bibliothek 3069)
- Geschwister Fiebig. Volksstück in 3 Akten. Entsch, Berlin 1897.
- Zwei vom Reichstag oder Ein Liberaler. Schwank in einem Akt. Danner, Mühlhausen 1898.
- Im Bahnwärterhäusel. Schauspiel in einem Aufzug. Reclam, Leipzig 1904. (Universal-Bibliothek 4616)
- Die Hosen des Herrn von Bredow. Vaterländisches Schauspiel in 4 Akten nach Willibald Alexis. Berliner Theater-Verlag, Berlin 1910.
- Der stille Portier. Berliner Lebensbild mit Gesang in einem Aufzug. Reclam, Leipzig 1910. (Universal-Bibliothek 3435) (Digitalisat)

## Prosawerke
- Abgeschminkt. Aus d. Tagebuche e. Wandermimen. Humoresken. Freund & Jeckel, Berlin 1895.
- Ptah-hôtep. Über den Umgang mit Menschen oder ein altägyptischer Knigge. Deutsche Verlags-Anstalt, Stuttgart 1898.
- Lispel-Lene. Roman aus dem Komödiantenleben. Steinitz, Berlin 1898.
- Marie Seebach. Aus ihrem Wanderleben. Miterlebt und mitgeteilt von Oscar Wagner. In: Bühne und Welt. 1, 1898/1899, S. 19.
- Berliner Zigeuner. Eine wahre Erzählung aus dem Leben. Regenhardt, Berlin 1903.
- Die Tochter des Vagabunden. Aus dem Tagebuche einer Schauspielerin. Mit Illustrationen des Verfassers. Hillger, Berlin/Leipzig 1912.